# Кастел Сан Ђовани (Перуђа)
Кастел Сан Ђовани је насеље у Италији у округу Перуђа, региону Умбрија.
Према процени из 2011. у насељу је живело 306 становника. Насеље се налази на надморској висини од 226 м.